# Mikkeli
Mikkeli (en suédois Sankt Michel) est une ville finlandaise, capitale de la région de Savonie du Sud (Etelä-Savon maakunta) et de la province de Finlande orientale (Itä-Suomen lääni).

## Géographie

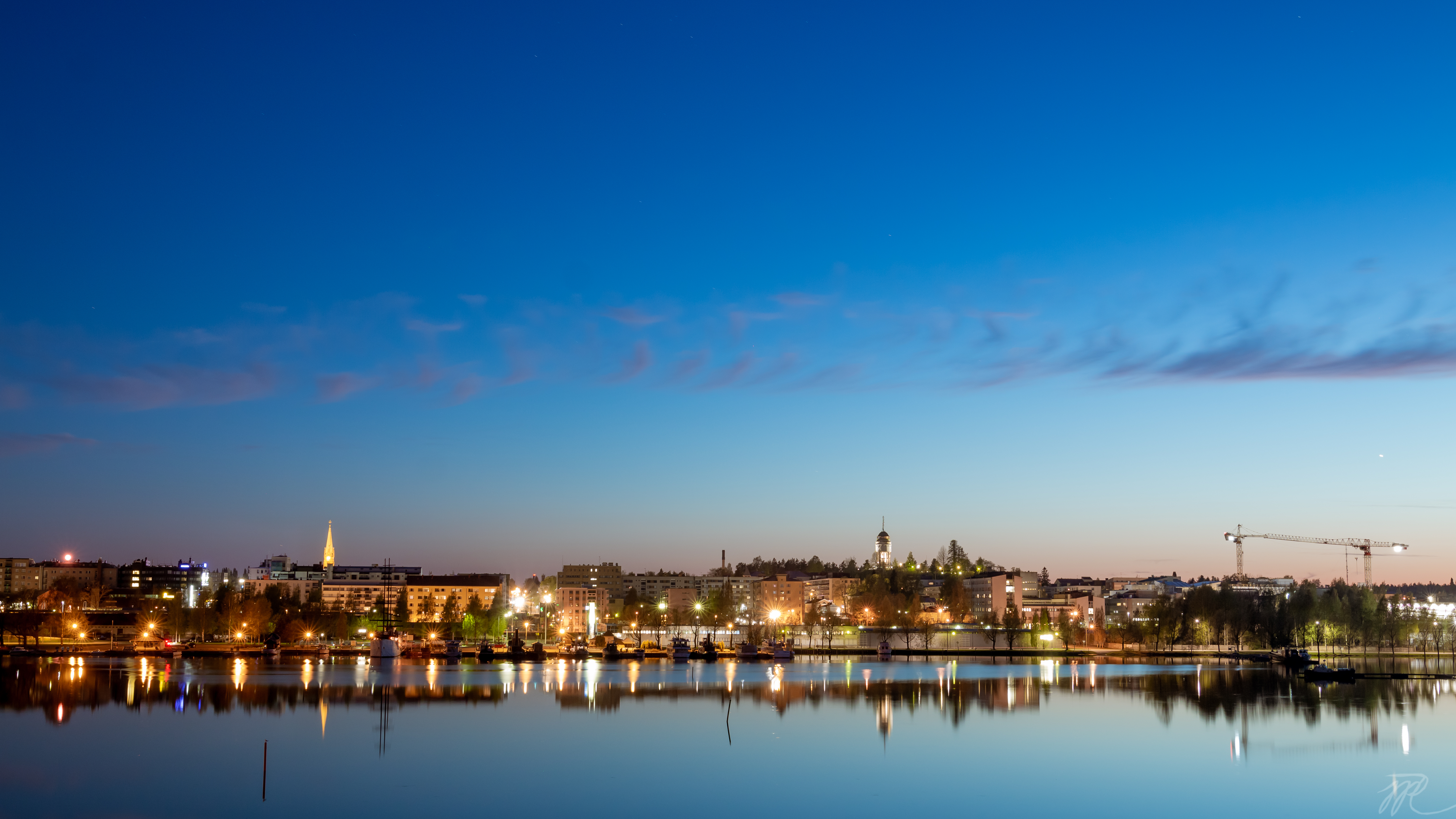
Mikkeli vue du Lac Savilahti

Le territoire de Mikkeli se situe en plein cœur de la région des lacs. On y compte environ 700 lacs et étangs.
Mikkeli est entre le Réseau hydrographique du Kymijoki et le Réseau hydrographique de la Vuoksi.
En conséquence, les lacs de l'est de la commune appartiennent au bassin de la Vuoksi et font pour certains partie du lac Saimaa au sens large (Luonteri,
Kallavesi, Kangasjärvi, Karkialampi, Korpijärvi-Verijärvi, Kuolimo, Kyyvesi, Louhivesi, Paljavesi, Ukonvesi, Yövesi...), ceux de l'ouest comme le Puulavesi font partie du bassin du Kymijoki.
Au nord, la ville s'étend jusqu'au Kyyvesi, qui sécoule dans le Puulavesi.
La municipalité est bordée par les communes de Hirvensalmi, Juva, Kangasniemi, Mäntyharju, Pieksämäki, Puumala et Savitaipale.

## Démographie
Depuis 1980, l'évolution démographique de Mikkeli est la suivante, :
| Année      | 1980   | 1985   | 1990   | 1995   | 2000   | 2005   |
| ---------- | ------ | ------ | ------ | ------ | ------ | ------ |
| population | 52 505 | 53 800 | 54 404 | 55 563 | 55 222 | 54 728 |

| Année      | 2010   | 2015   | 2020   |
| ---------- | ------ | ------ | ------ |
| population | 54 455 | 54 655 | 53 028 |

## Divisions administratives
Les différents quartiers de Mikkeli sont:
| Nom             | Numéro |
| --------------- | ------ |
| Savilahti       | 1      |
| Maunuksela      | 2      |
| Kalevankangas   | 3      |
| Kaukola         | 4      |
| Nuijamies       | 5      |
| Kirjala         | 6      |
| Emola           | 7      |
| Rokkala         | 8      |
| Lähemäki        | 9      |
| Tuppurala       | 10     |
| Urpola          | 11     |
| Kattilansilta   | 12     |
| Pitkäjärvi      | 13     |
| Lehmuskylä      | 14     |
| Pursiala        | 15     |
| Kenkäveronniemi | 16     |
| Tupala          | 17     |
| Riutta          | 18     |
| Peitsari        | 19     |

| Nom           | Numéro |
| ------------- | ------ |
| Tusku         | 20     |
| Siekkilä      | 21     |
| Karkialampi   | 23     |
| Oravinmäki    | 24     |
| Tuukkala      | 25     |
| Launala       | 26     |
| Laajalampi    | 27     |
| Visulahti     | 28     |
| Annila        | 29     |
| Karila        | 30     |
| Rantakylä     | 31     |
| Vehkasilta    | 34     |
| Tikkala       | 35     |
| Otava         | 36     |
| Anttola       | 40     |
| Haukivuori    | 50     |
| Ristiina      | 60     |
| Suomenniemi   | 70     |
| Metsä-Sairila | 81     |

## Histoire

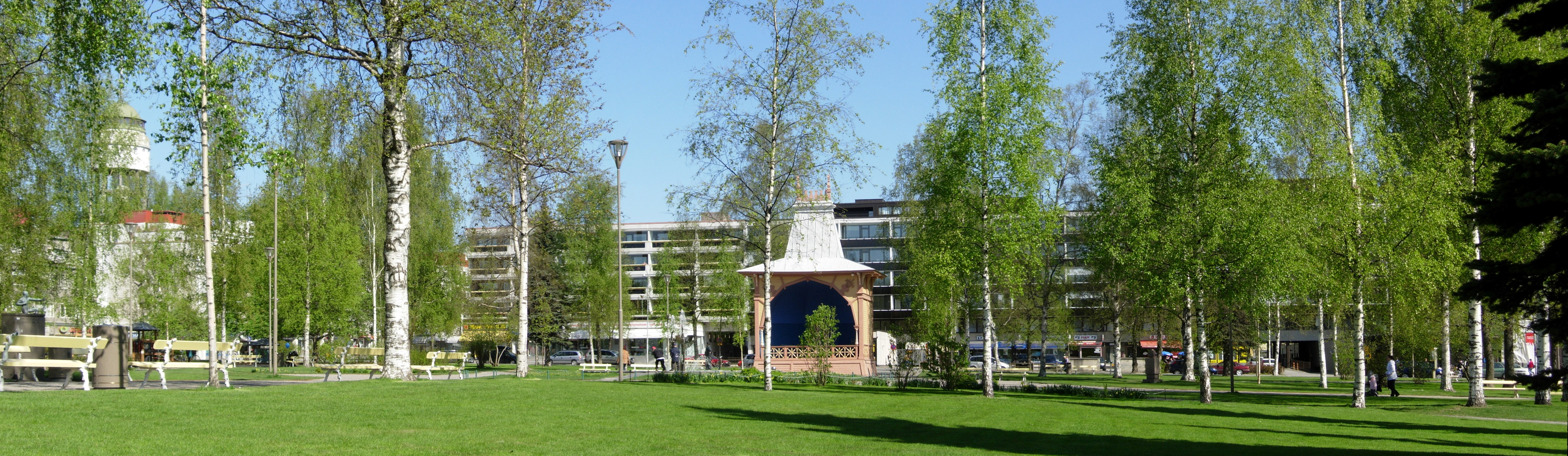
Le parc de l'église à Mikkeli

Les plus anciennes traces d'habitations sont de la culture de la céramique à peigne de l'âge de la pierre entre -4000 et -2000.
On estime que les plus anciens lieux d'habitation ont été détruits par les crues de la Vuoksi.
Des fouilles archéologiques ont été réalisées entre autres sur les lieux d'habitations de l'âge de pierre de Tuukkala, Visulahti, Orijärvi et de Kenkävero.
Les tumulus de l'âge de pierre sont ceux de Sairila, Otava, Vatila et d'Otrala.
Le plus ancien écrit mentionnant la région de Mikkeli est celui du traité de paix de Pähkinäsaari en 1323 qui transfère le contrôle de la Pogosta de Savilahti de Novgorod à la Suède.
Le nom de Mikkeli a été donné au XVIe siècle en mémoire de l'archange Michel.
Mikael Agricola passe en tournée d'inspection à Savilahti en 1549.
Pendant la guerre des gourdins (fi) (1596-1597), on assassinera plus de 200 paysans à Kenkävero dans la paroisse de Mikkeli en 1597.
Pendant la guerre russo-suédoise (1788-1790) la bataille de Porrassalmi (fi) se déroulera en 1789 à quelques kilomètres de Mikkeli. Les troupes suédo-finlandaises y gagneront une bataille défensive face aux troupes russes plus puissantes.
À l'époque du grand-duché de Finlande associé à la Russie impériale (1809-1917), Sankt Michel était le chef-lieu du gouvernement du même nom.
En 1838,Nicolas Ier de Russie donne les droits de ville à Mikkeli.
En 1831, le gouvernement de la province de Mikkeli est transféré de Heinola à Mikkeli.
Pendant la guerre civile finlandaise (1918), Mikkeli était l'une des places d'où les forces armées finlandaises, c'est-à-dire la garde blanche, dirigent les opérations.
Pendant la guerre d'Hiver puis la guerre de Continuation, Mannerheim y installa le quartier général de l'armée finlandaise.
En 2001, la ville de Mikkeli a fusionné avec les municipalités rurales de Mikkeli et d'Anttola. Au 1er janvier 2013, les communes de Ristiina et Suomenniemi ont fusionné avec la ville de Mikkeli.

## Lieux et monuments

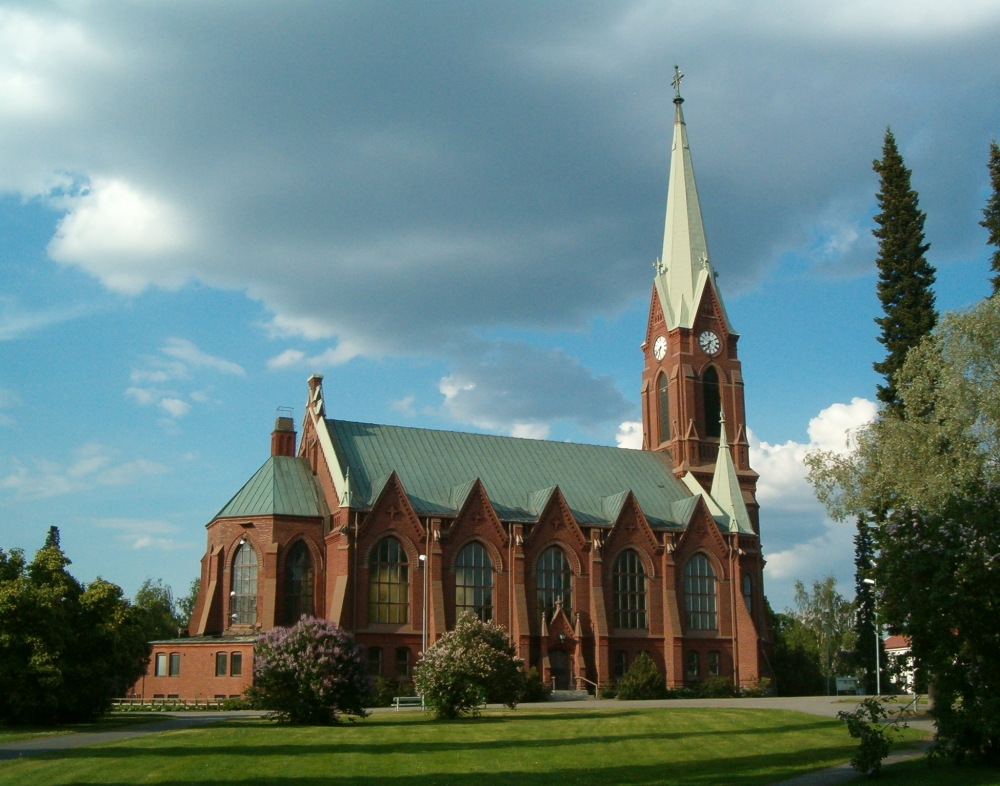
La Cathédrale de Mikkeli.

- Cathédrale de Mikkeli[14]
- Église d'Haukivuori
- Église paroissiale de Mikkeli
- Église de Suomenniemi
- Château d'eau de Naisvuori (fi)
- Musée d'art de Mikkeli (fi)
- Gare de Mikkeli
- Parc d'Anja (fi)
- Sacristie de Savilahti

## Économie
Les plus grands employeurs industriels de Mikkeli sont actifs dans l'industrie graphique, l'industrie alimentaire, la transformation du bois et les textiles hospitaliers.

### Principales entreprises
En 2023, les principales entreprises de Mikkeli par chiffre d'affaires sont :
| Société                                   | C.A.   |
| ----------------------------------------- | ------ |
| Osuuskauppa Suur-Savo                     | 446 M€ |
| Lumme Energia Oy                          | 268 M€ |
| Järvi-Suomen Energia Oy                   | 134 M€ |
| Suur-Savon Sähkö Oy                       | 103 M€ |
| Rejlers Finland Oy                        | 95 M€  |
| Kaakkois-Suomen Ammattikorkeakoulu - XAMK | 91 M€  |
| Elvera Oy                                 | 74 M€  |
| Etelä-Savon Energia Oy                    | 57 M€  |
| Kaakon Viestintä Oy                       | 43 M€  |
| Mainiokoti Marski                         | 43 M€  |

### Employeurs
En 2023, ses plus importants employeurs sont:
| Employeur                                 | Employés |
| ----------------------------------------- | -------- |
| Osuuskauppa Suur-Savo                     | 1298     |
| Kaakkois-Suomen Ammattikorkeakoulu - XAMK | 910      |
| Rejlers Finland Oy                        | 802      |
| Mainiokoti Marski                         | 541      |
| Savonlinja Mikkeli                        | 380      |
| Elvera Oy                                 | 366      |
| Kaakon Viestintä Oy                       | 217      |
| Casemet Oy                                | 169      |
| Mipro Oy                                  | 143      |
| Vitrulan Composites Oy                    | 113      |

## Transports

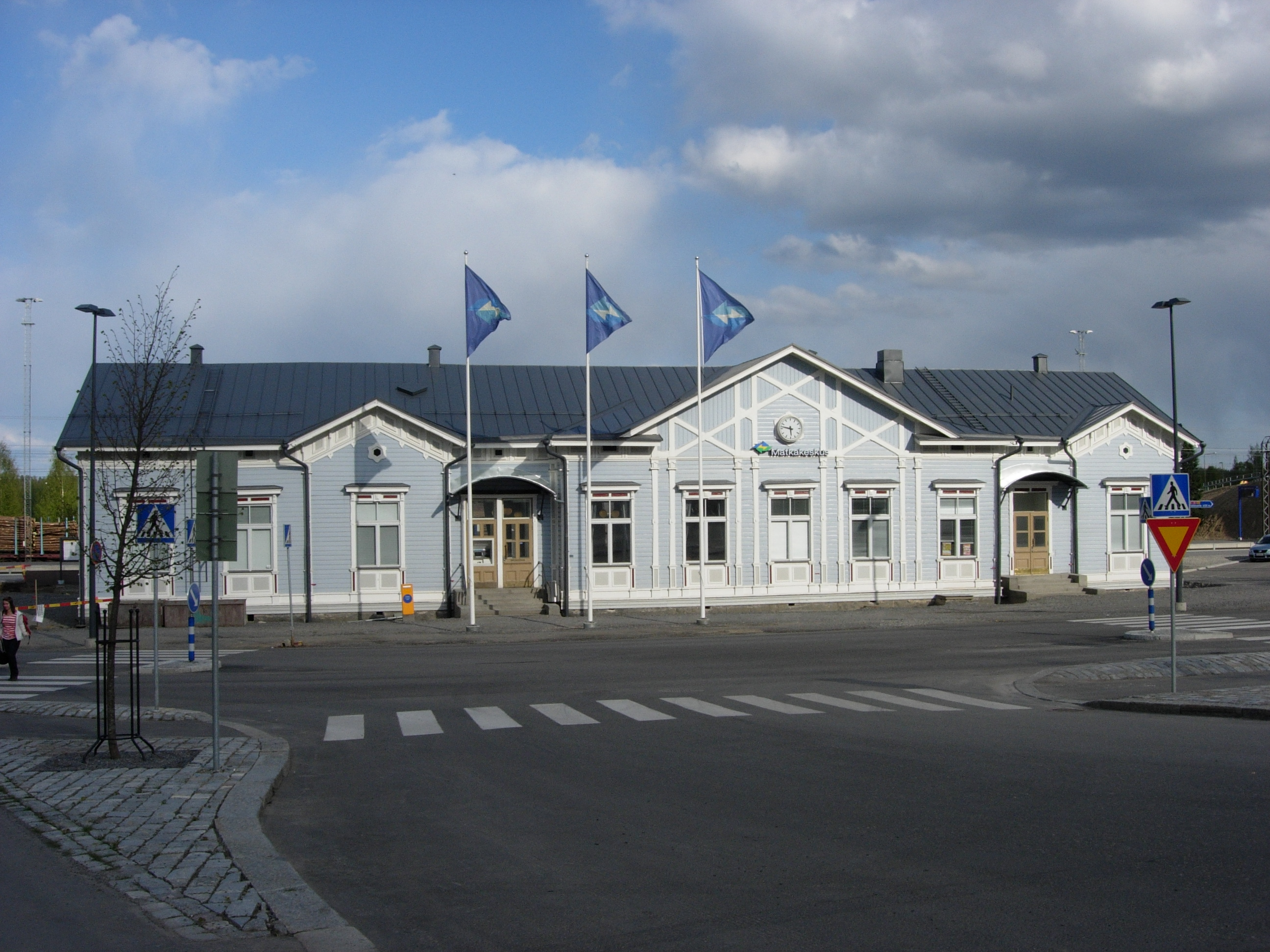
Gare de Mikkeli

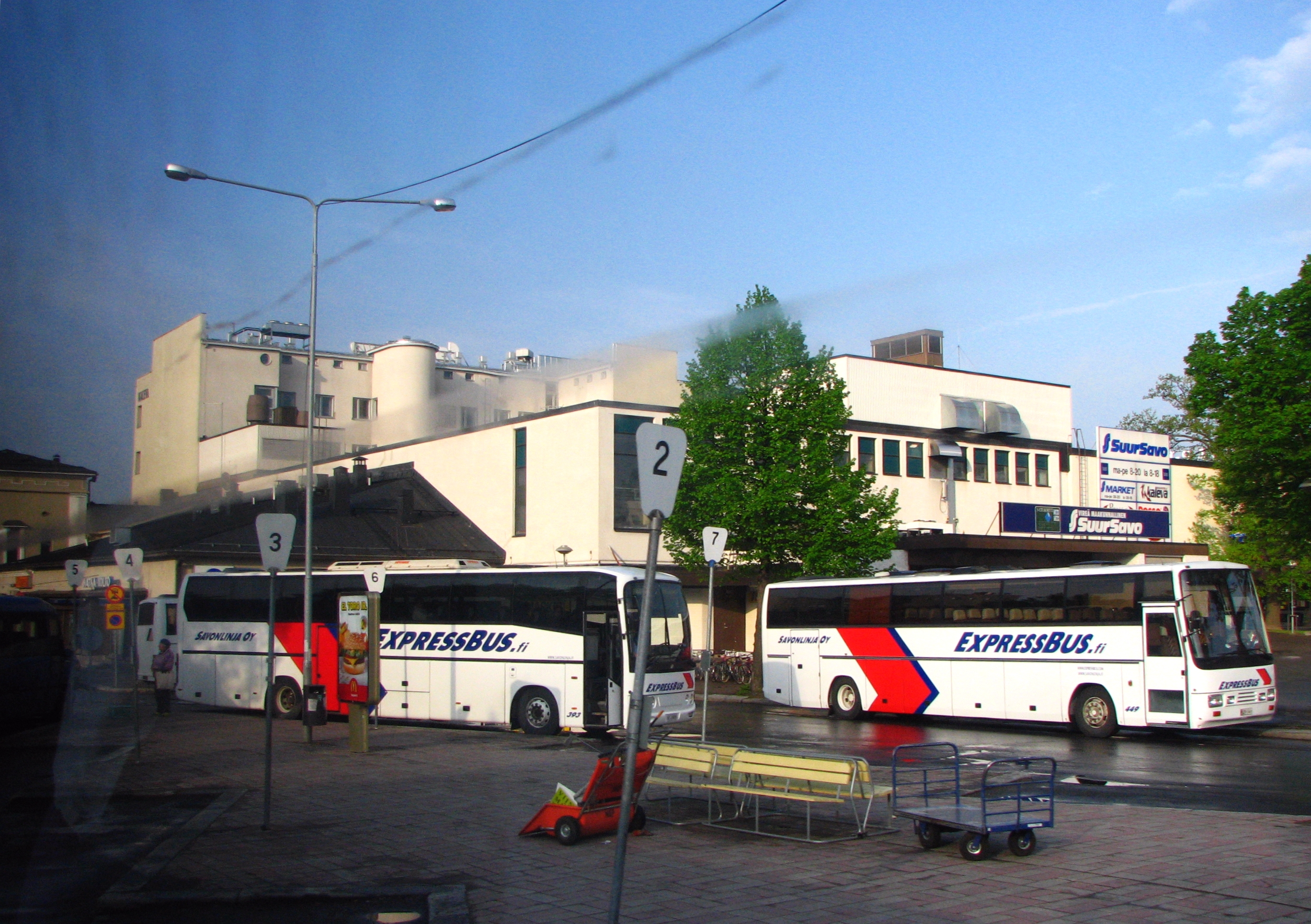
Gare routière de Mikkeli

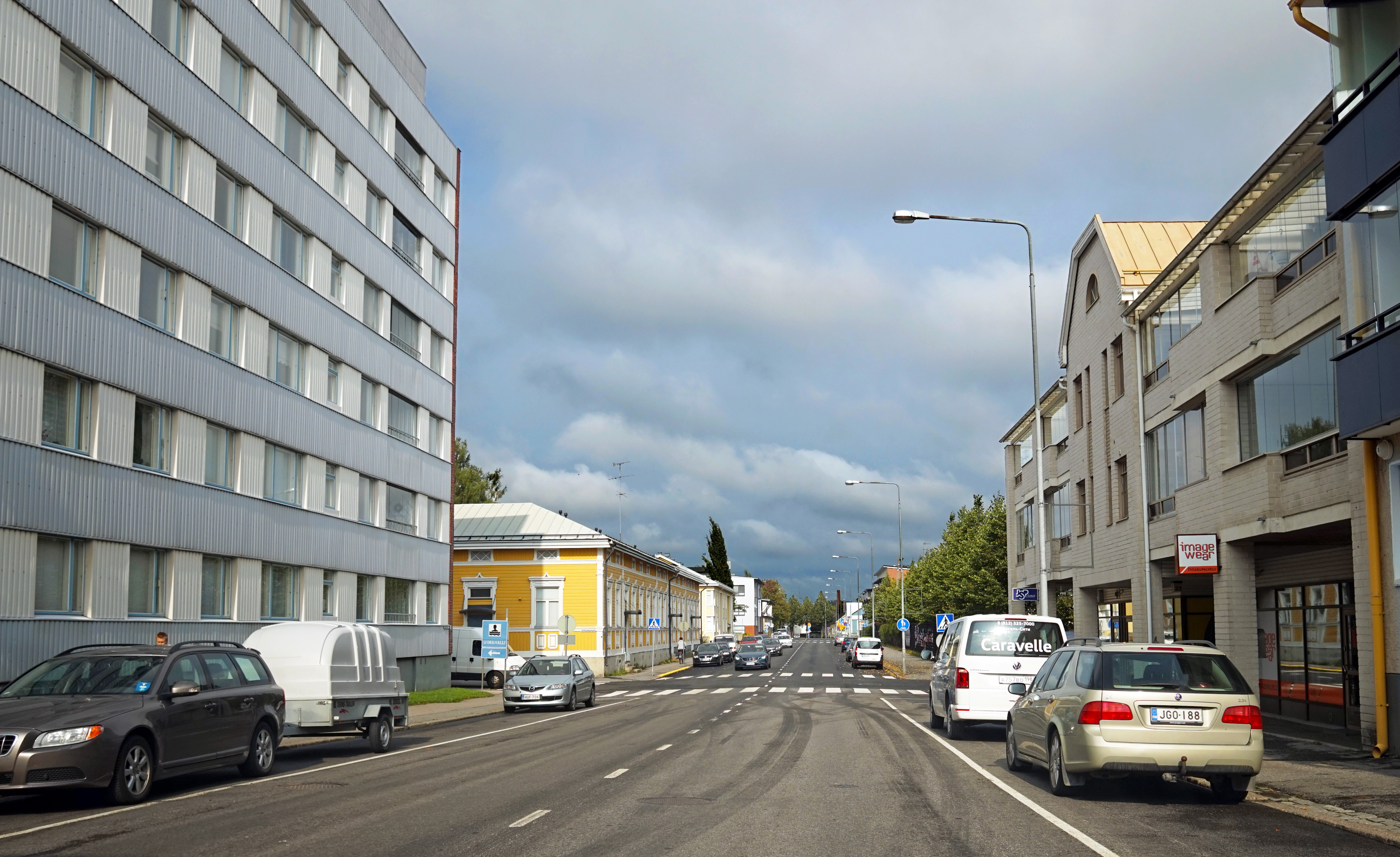
Rue Maaherrankatu.

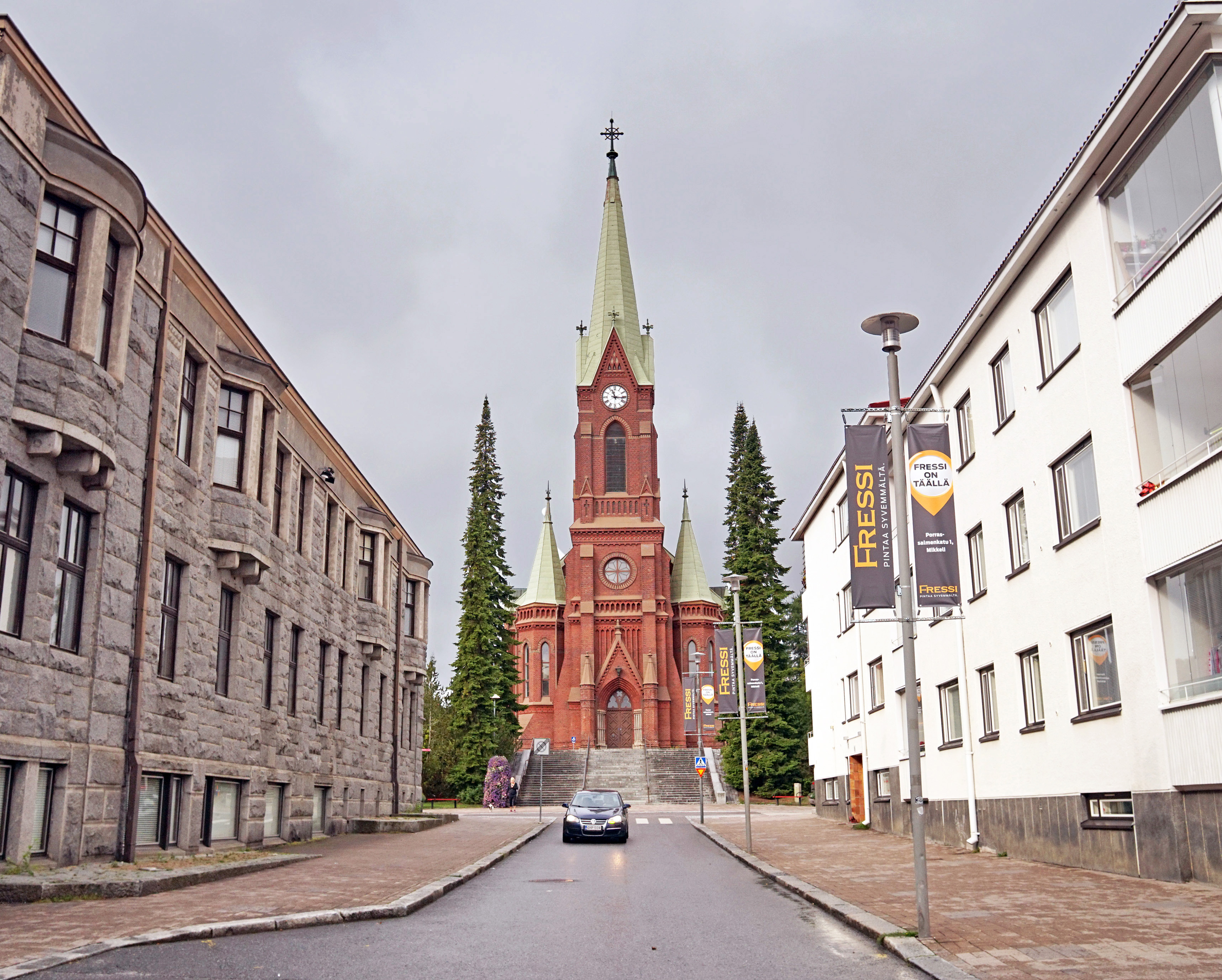
Rue Hallituskatu.

Il n'y a plus de ligne aérienne desservant Mikkeli depuis octobre 2005.
Cependant, la ville se situe sur une des branches du chemin de fer de Savonie, et la gare de Mikkeli est donc bien desservie par le rail (3 h 15 d'Helsinki, 1 h 40 de Kuopio).
Sans changer de train, on peut se rendre de Mikkeli à Helsinki via Kouvola et Lahti, et de Mikkeli jusqu'à Rovaniemi via Kajaani et Oulu.
Mikkeli est avant tout un nœud routier important, passage quasiment obligé pour gagner l'est de la Finlande depuis Helsinki.
La nationale 5 vient d'Helsinki via Lahti et Heinola et continue vers Kuopio, la nationale 13 relie la ville à Lappeenranta et à la Russie par le poste frontière de Nuijamaa, enfin la nationale 15 vient de Kouvola.
Mikkeli est aussi traversé par la kantatie 62 et la kantatie 72.
Distances avec les villes principales :
- Lappeenranta : 105 km
- Kouvola : 106 km
- Savonlinna : 108 km
- Jyväskylä : 114 km
- Joensuu : 114 km
- Lahti : 130 km
- Kuopio : 159 km
- Helsinki : 231 km
- Tampere : 258 km
- Turku : 349 km
- Saint-Pétersbourg : 391 km
- Oulu : 448 km
- Rovaniemi : 670 km

## Politique

### Élections municipales
| Partage des sièges aux élections municipales |        |        |        |        |           |        |        |        |        |        |
| Année                                        | Sièges | Sièges | Sièges | Sièges | Sièges    | Sièges | Sièges | Sièges | Sièges | Voix   |
| Année                                        | SDP    | Kok.   | LKP    | Kesk.  | SKDL Vas. | SKL KD | SMP PS | Vih.   | autres | Voix   |
| 1976                                         | 16     | 13     | 6      | 3      | 3         | 2      | --     |        | --     | 74,9 % |
| 1980                                         | 17     | 15     | 3      | 3      | 3         | 2      | --     |        |        | 74,5 % |
| 1984                                         | 20     | 19     |        | 6      | 2         | 2      | 2      |        |        | 68,4 % |
| 1988                                         | 18     | 19     | 1      | 6      | 2         | 2      | 1      | 2      |        | 62,8 % |
| 1992                                         | 19     | 15     | --     | 6      | 1         | 2      | 1      | 7      |        | 64,3 % |
| 1996                                         | 18     | 16     |        | 7      | 1         | 2      | 1      | 6      | --     | 55,1 % |
| 2000                                         | 18     | 15     |        | 17     | 1         | 2      | --     | 6      |        | 52,5 % |
| 2004                                         | 21     | 15     |        | 16     | 1         | 2      | --     | 4      |        | 56,6 % |
| 2008                                         | 18     | 17     |        | 14     | --        | 2      | 3      | 5      | --     | 62,6 % |
| 2012                                         | 15     | 14     |        | 16     | --        | 3      | 7      | 4      | --     | 58,7 % |
| 2017                                         | 14     | 11     |        | 14     | −         | 3      | 3      | 6      | −      | 54,8 % |
| 2017                                         | 11     | 11     |        | 12     | −         | 2      | 9      | 5      | −      | 51,6 % |
| Sources : Tilastokeskus, Oikeusministeriö    |        |        |        |        |           |        |        |        |        |        |

Jusqu'aux élections municipales de 2008 le conseil municipal de Mikkeli est composé de 80 élus.
Le président du conseil municipal est Olli Nepponen (kokoomus).
Le partage des voix est:
- Parti du centre 29
- SDP 28
- kokoomus 16
- Ligue verte 4
- kristillisdemokraatit 2
- Alliance de gauche 1

Le président de la direction municipale est Arto Seppälä (SDP).
La direction municipale a 13 membres:
- SDP 5
- Parti du centre 4
- kokoomus 3
- Ligue verte 1

## Personnalités
- Anneli Aejmelaeus (* 1948)
- Antti Hackzell (1881–1946)
- Lauri Ikonen (1888–1966)
- Jussi Jääskeläinen (* 1975)
- Mikko Kolehmainen (1964-), champion olympique de kayak
- Eero Lehtonen (1898-1959)
- Tero Leinonen (* 1975)
- Erkki Liikanen (* 1950)
- Heikki Mikkola (* 1945)
- Eetu Muinonen (* 1986)
- Olli Rehn (* 1962)
- Matti Repo (* 1959)
- Hanna Risku (* 1967)
- Kalervo Tuukkanen (1909–1979)
- Veikko Väänänen (1905–1997)
- Fredi (1942–2021)

## Jumelages
| Ville | Ville              | Pays | Pays      | Période     |
| ----- | ------------------ | ---- | --------- | ----------- |
|       | Borås              |      | Suède     |             |
|       | Békéscsaba         |      | Hongrie   |             |
|       | Holstein-de-l'Est  |      | Allemagne |             |
|       | Louga              |      | Russie    |             |
|       | Molde              |      | Norvège   |             |
|       | Mõisaküla City (d) |      | Estonie   |             |
|       | Saint-Pétersbourg  |      | Russie    | depuis 1996 |
|       | Vejle              |      | Danemark  |             |

## Sport
- Tous les ans en juillet, l'hippodrome de Mikkeli accueille l'une des plus grandes courses hippiques finlandaises, le prix Saint-Michel.
- Le Jukurit est un club de hockey sur glace de Mikkeli.

## Honneurs
- L'astéroïde (1526) Mikkeli porte son nom.

## Galerie

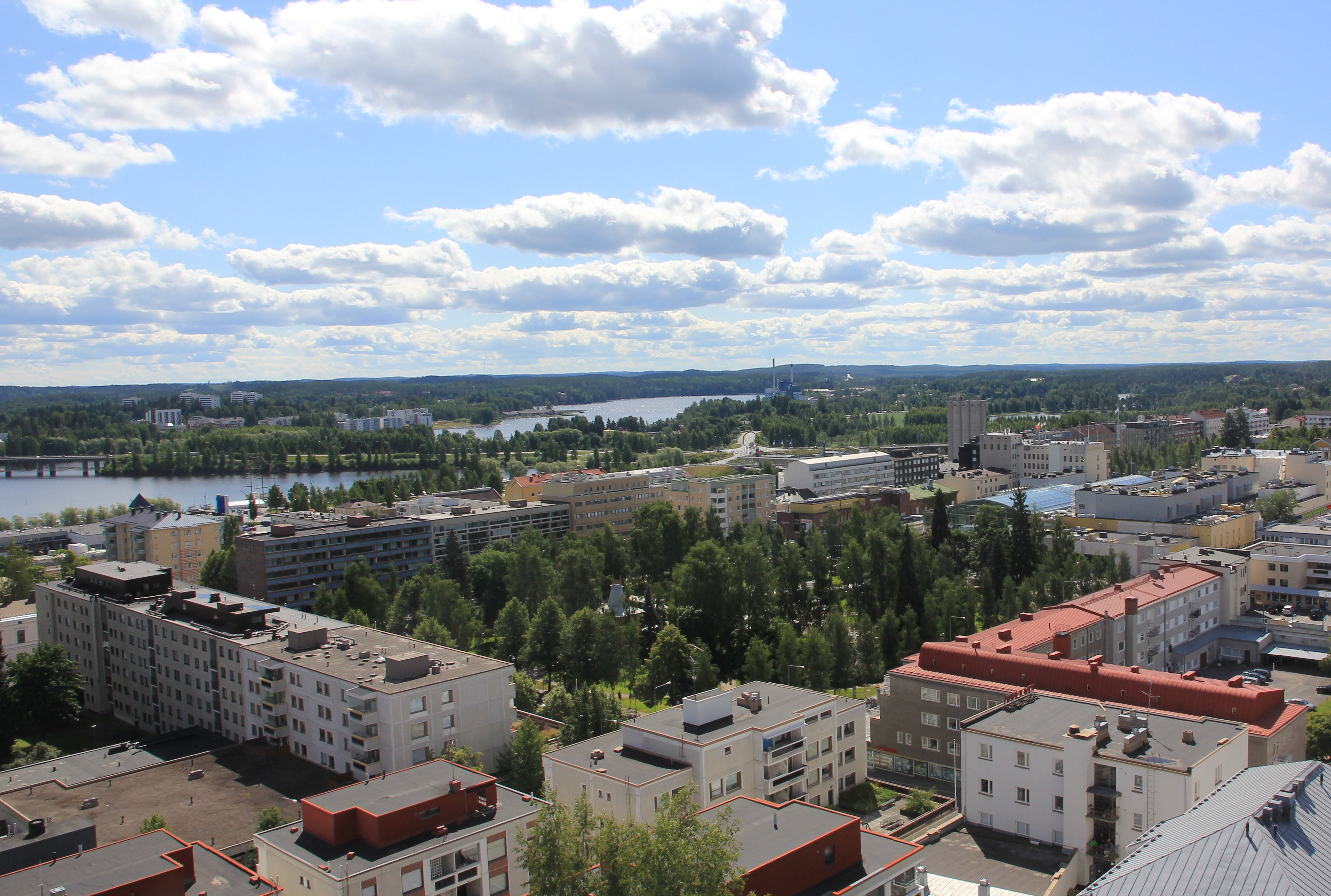
Le parc de l'église vu du mont Naisvuori.
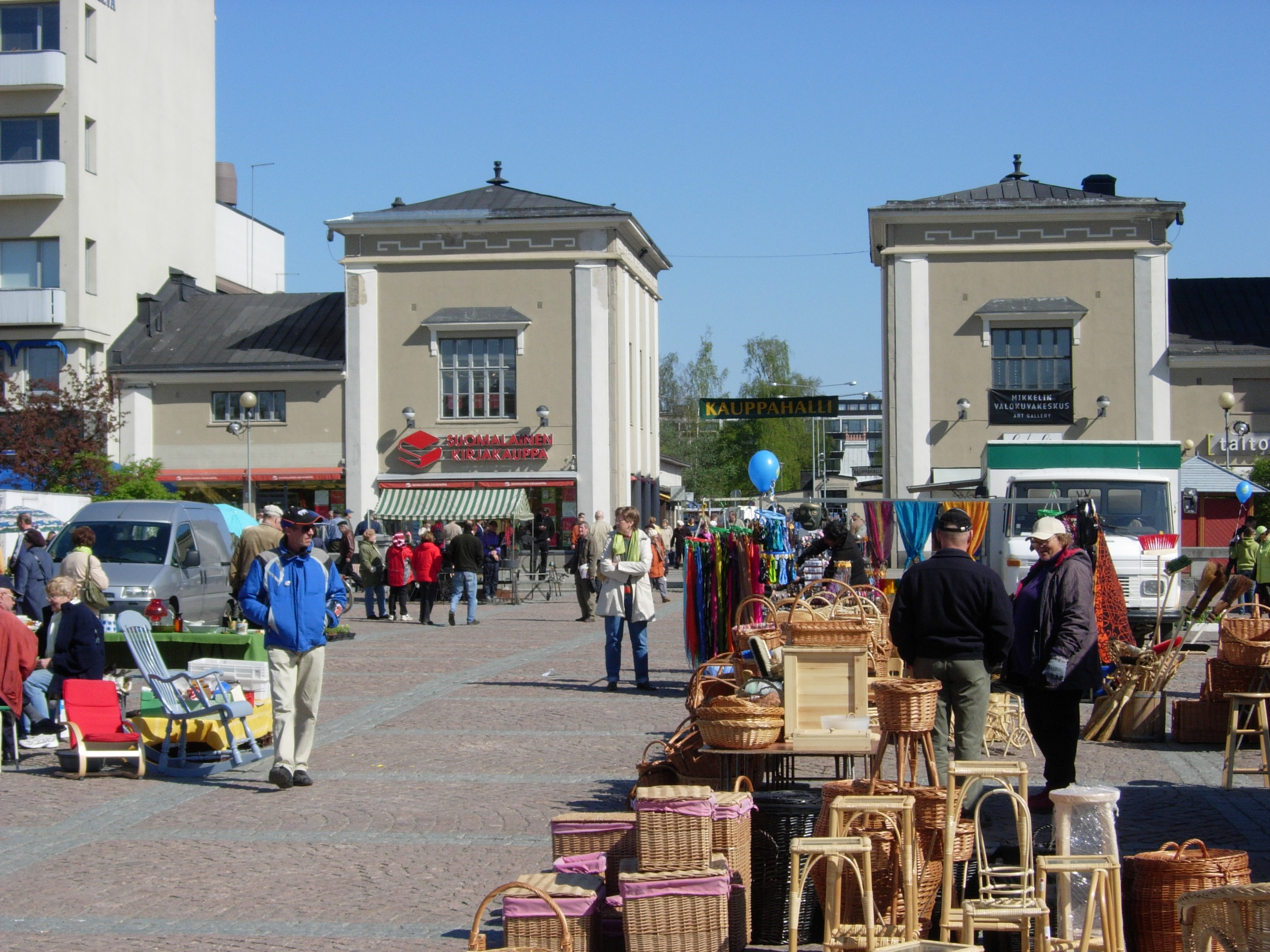
Le marché de Mikkeli
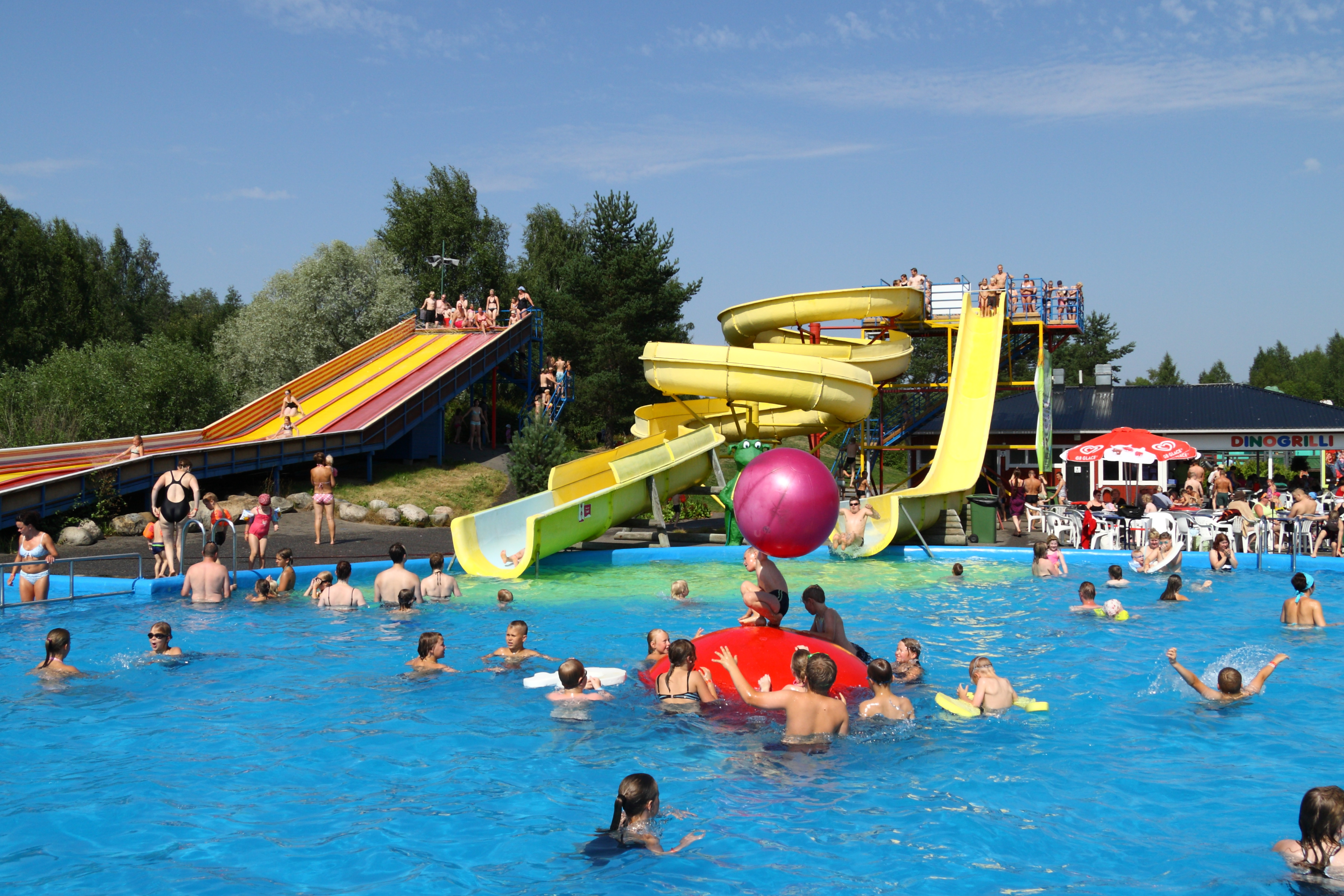
Les toboggans aquatiques de Visulahti
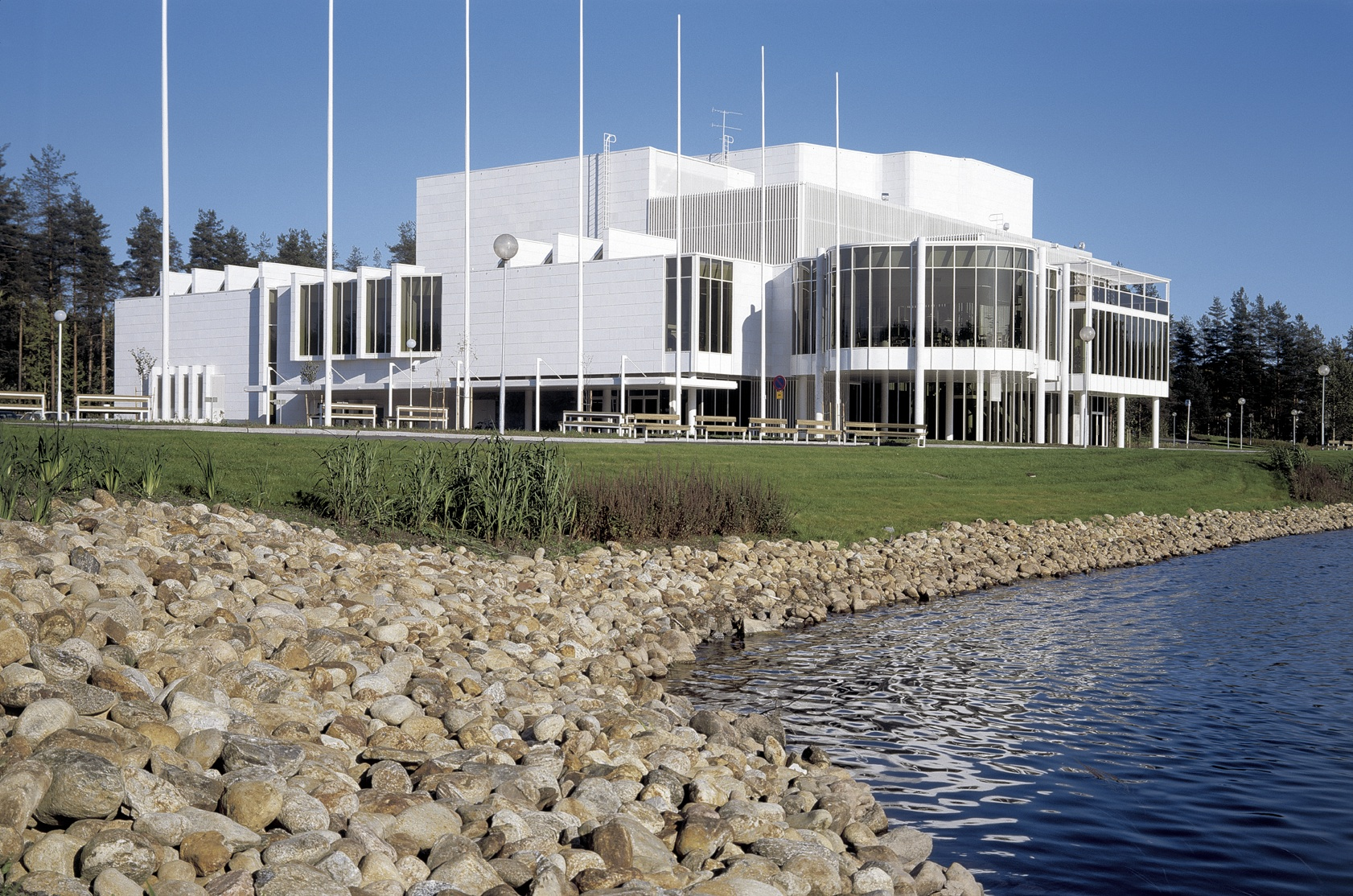
La maison des concerts.
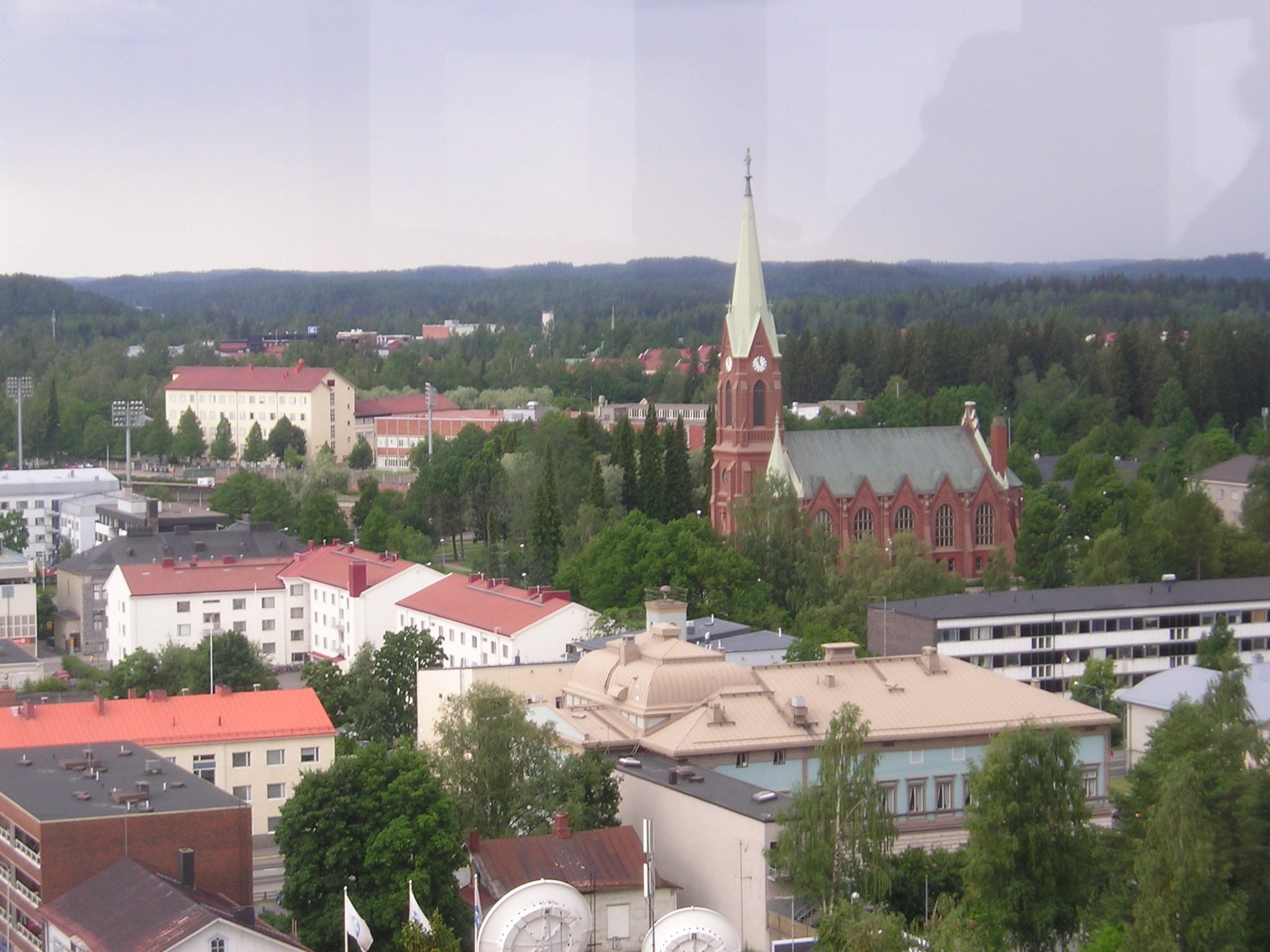
Mikkeli Vue du château d'eau.
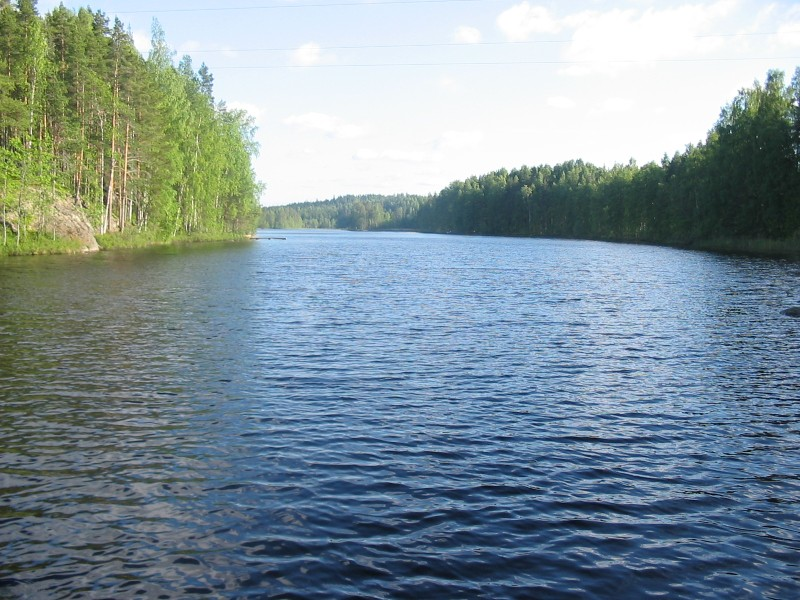
Le lac Saimaa.
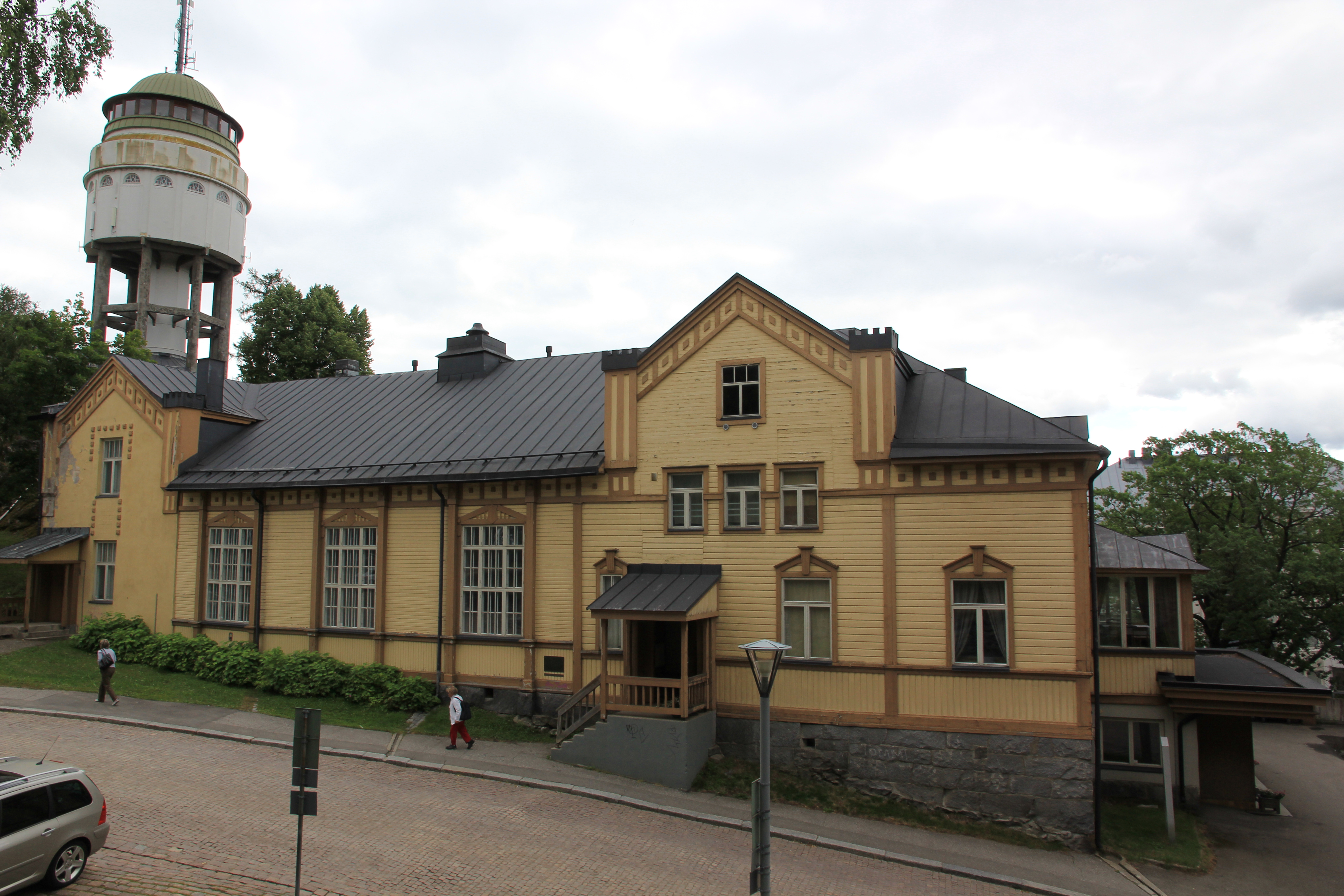
L'ancienne maison des travailleurs.
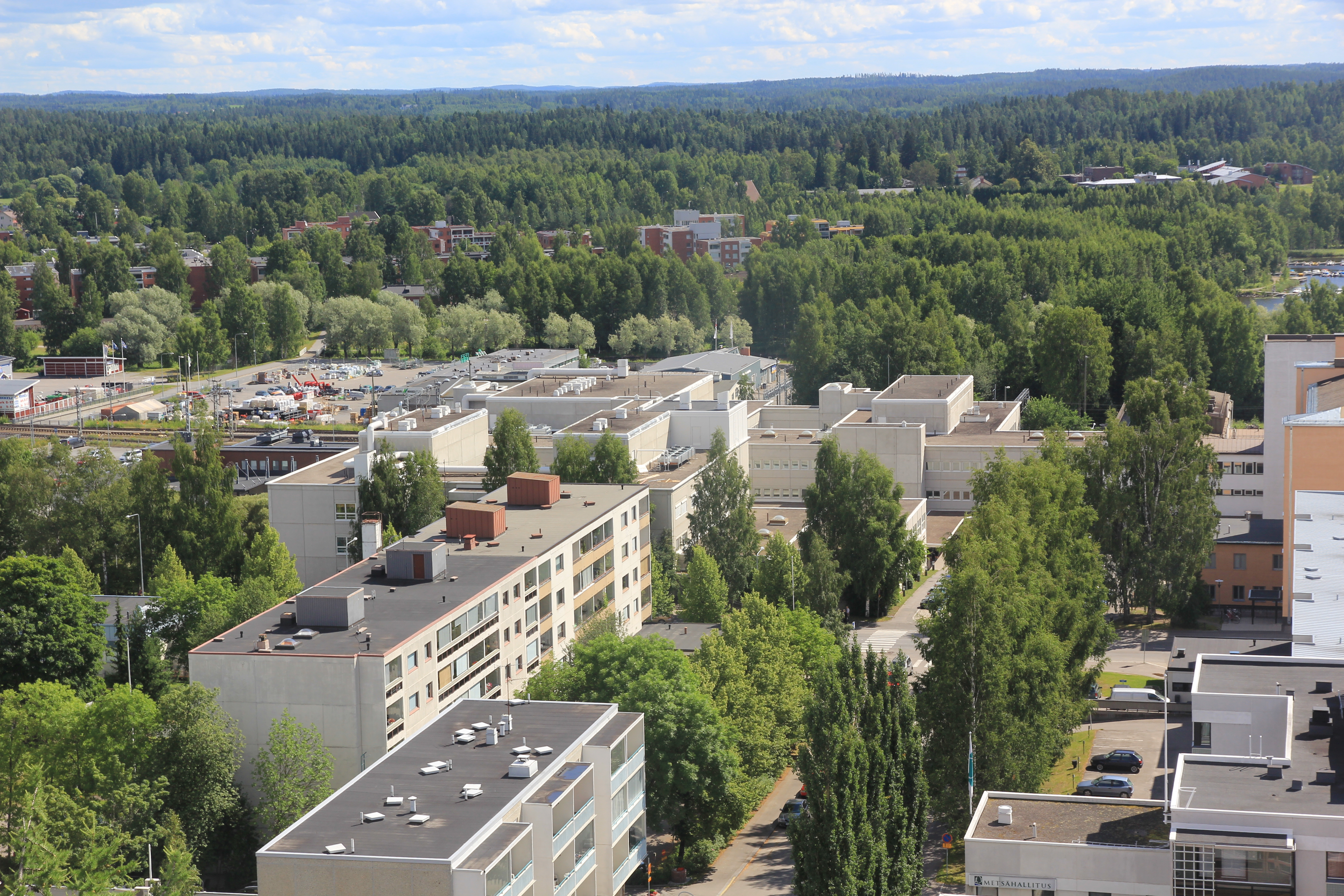
L'hôpital central de Mikkeli.
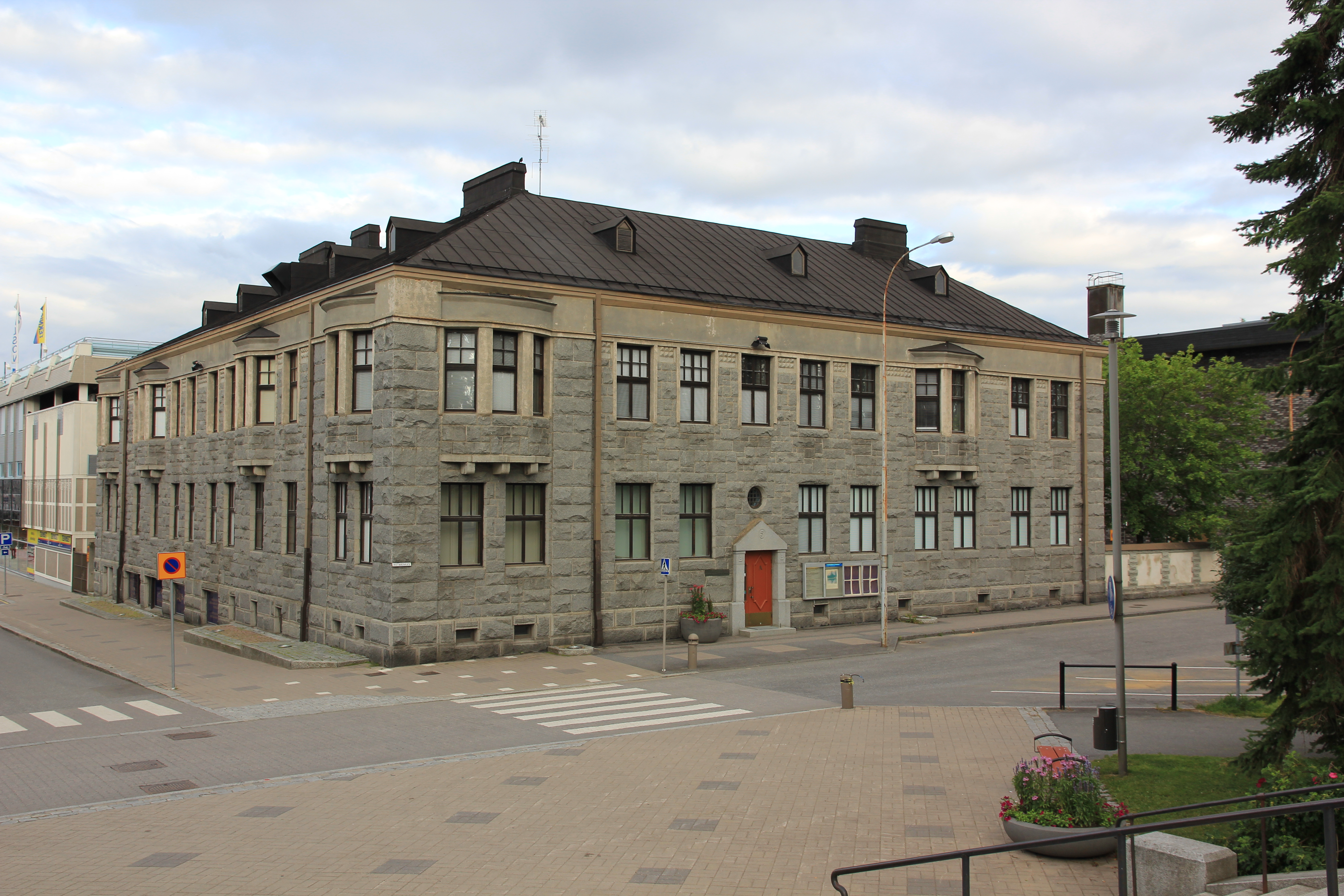
Le musée d'art.
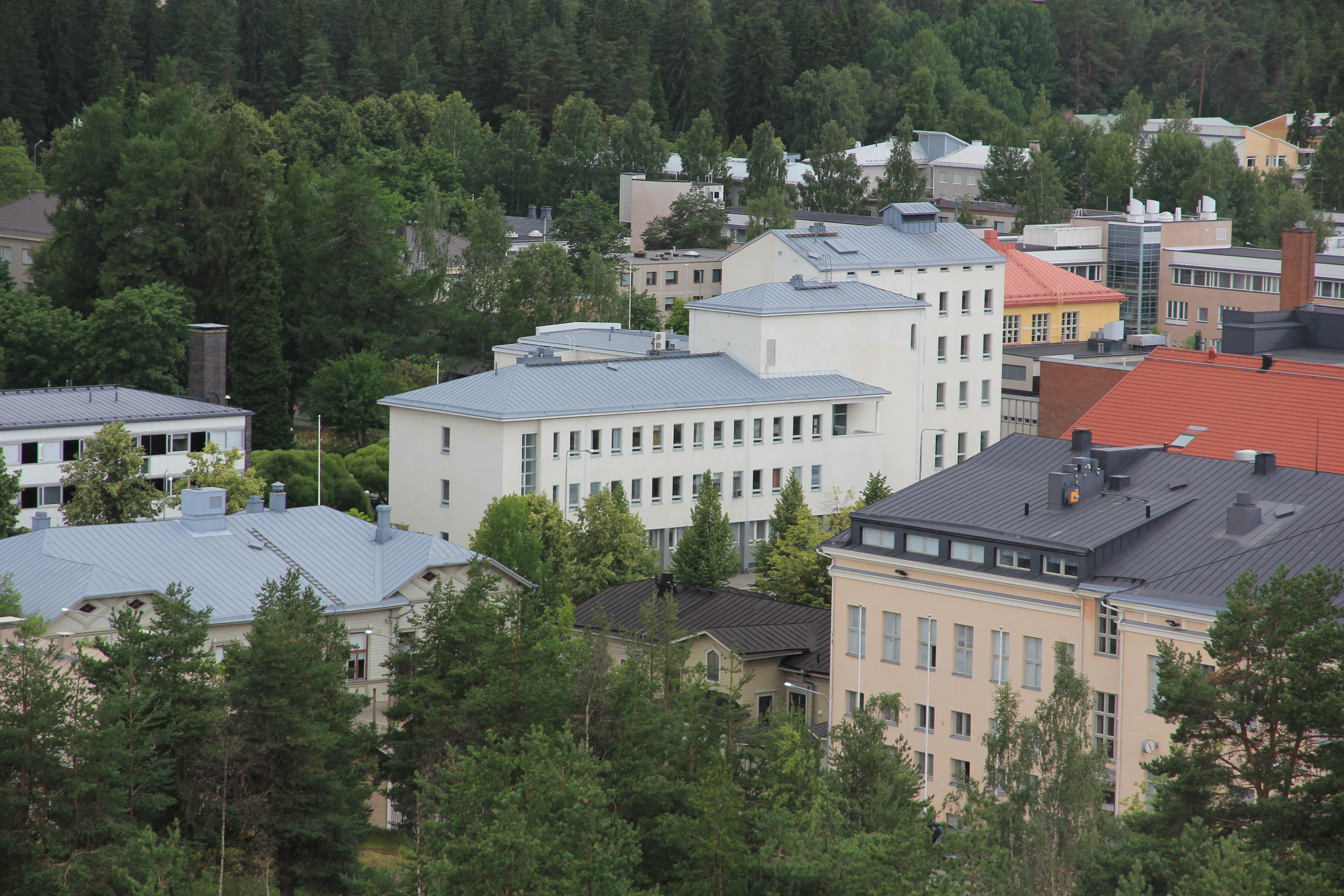
Le centre paroissial.
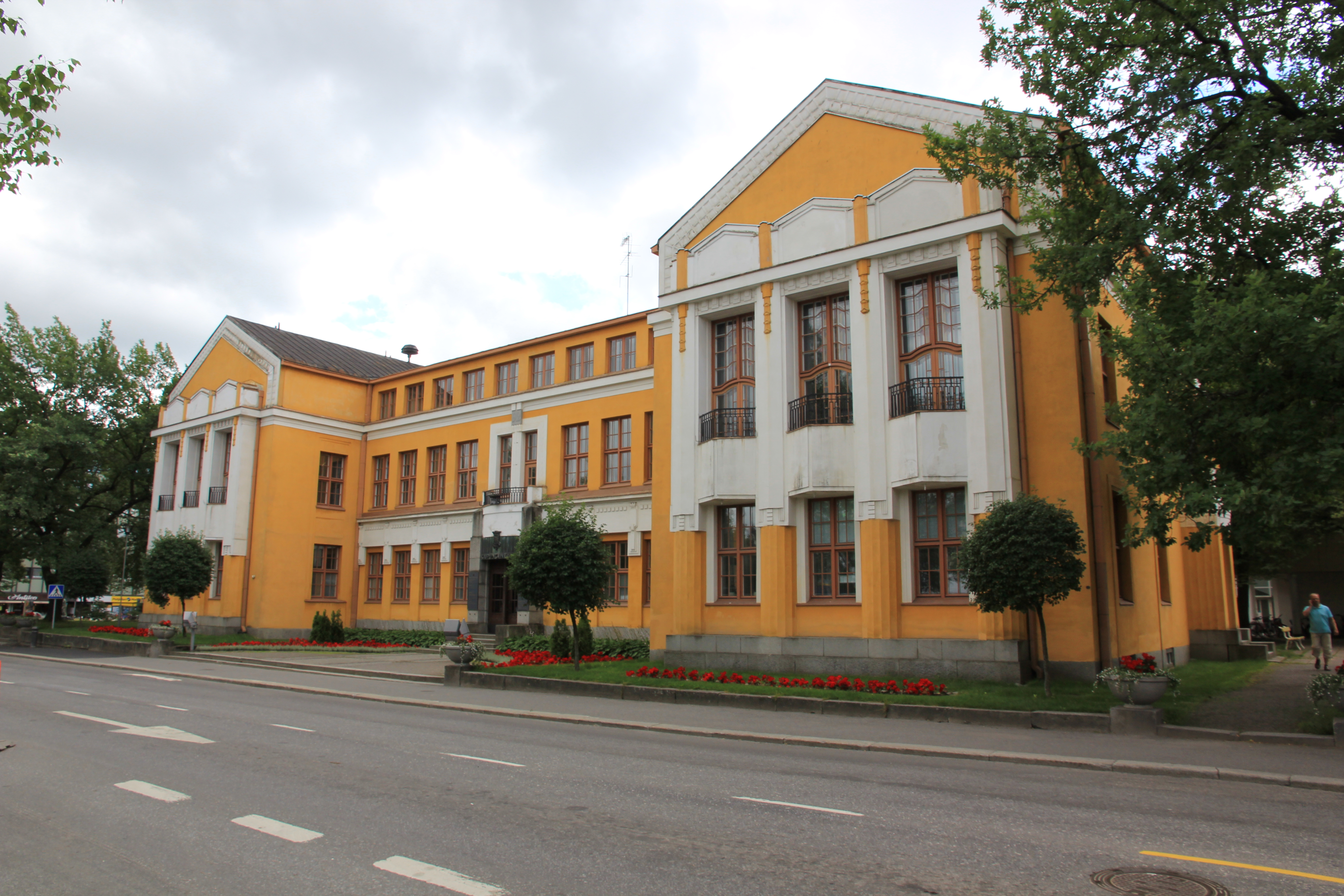
La mairie de Mikkeli.
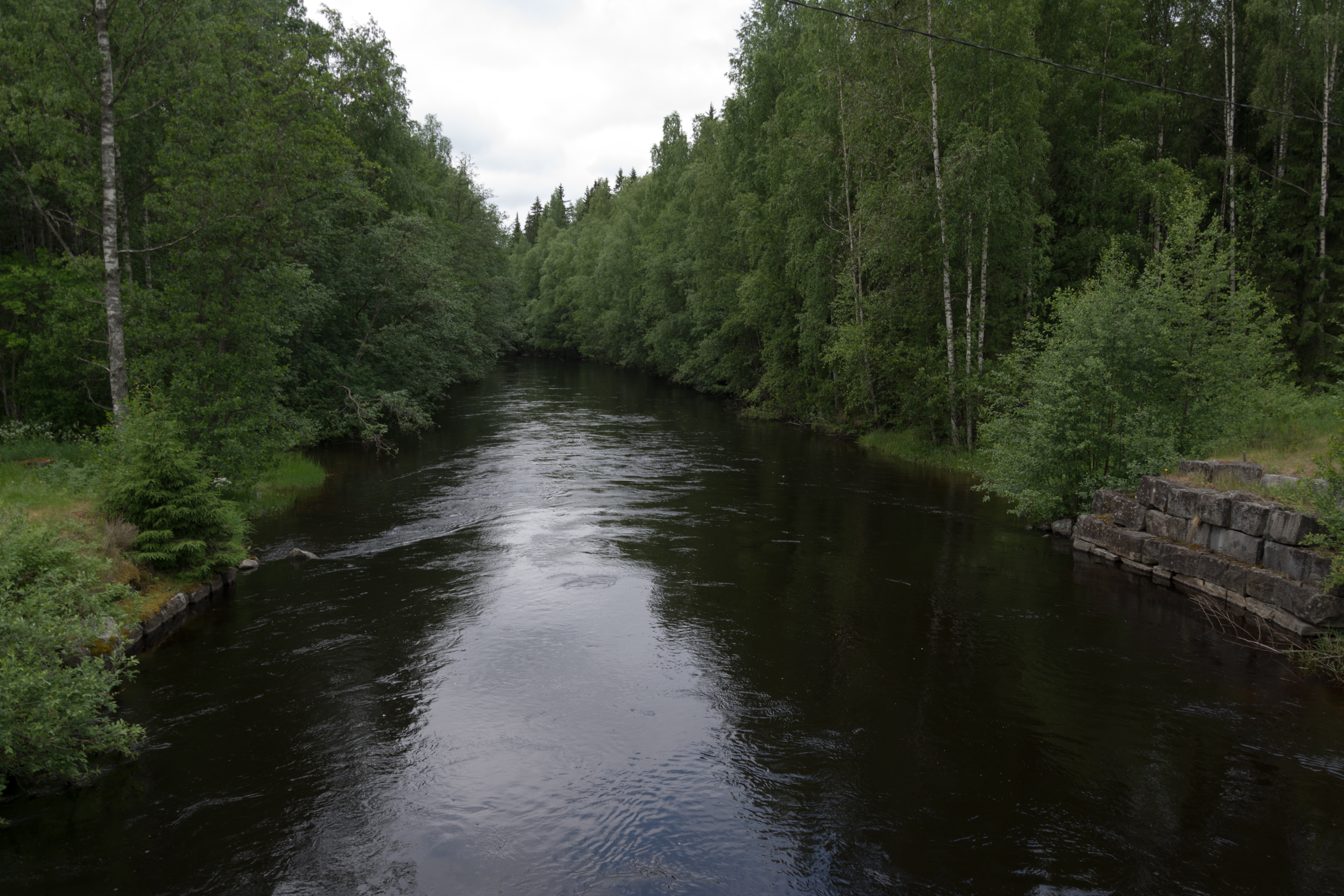
Le canal de Läsäkoski.